# Gyllennålfågel
Gyllennålfågel (Campochaera sloetii) är en fågel i familjen gråfåglar inom ordningen tättingar. Den förekommer i skogsområden på Nya Guinea. Beståndet anses vara livskraftigt.

## Utseende och läte
Gyllennålfågeln är en medelstor sångfågel med karakteristisk fjäderdräkt. Buken är lysande gul, ryggen smutsgul och stjärten svart. Även vingen är svart, med vita linjer, och pannan är vit. Hanen har svart på strupe och bröst, honan grått. Bland lätena hörs explosiva "syup!", dubbla "syup-yup!" och snabbare serier.

## Utbredning och systematik
Fågeln placeras som enda art i släktet Campochaera. Den återfinns på Nya Guinea och delas in i två underarter med följande utbredning:
- Campochaera sloetii sloetii – förekommer på norra Nya Guinea (Vogelkophalvön till Ramufloden)
- Campochaera sloetii flaviceps – förekommer på sydöstra Nya Guinea (Mimika River till Port Moresby)

## Levnadssätt
Gyllennålfågeln hittas i skogar i lägre bergstrakter. Där ses den i trädtaket eller gläntor, ofta sittande ute på exponerade grenar.

## Status och hot
Arten har ett stort utbredningsområde, men tros minska i antal, dock inte tillräckligt kraftigt för att den ska betraktas som hotad. Internationella naturvårdsunionen IUCN listar arten som livskraftig (LC).

## Namn
Fågelns vetenskapliga artnamn hedrar Ludolf Anne Jan Wilt Baron Sloet van der Beele (1806-1890), holländsk jurist, historiker och generalguvernör över Nederländska Ostindien 1861-1866.